# Horvatia andicola
Horvatia andicola – gatunek roślin z monotypowego rodzaju Horvatia z rodziny storczykowatych (Orchidaceae). Gatunek jest endemitem Ekwadoru w Ameryce Południowej.

## Systematyka
Gatunek sklasyfikowany do podplemienia Maxillariinae w plemieniu Cymbidieae, podrodzina epidendronowe (Epidendroideae), rodzina storczykowate (Orchidaceae), rząd szparagowce (Asparagales) w obrębie roślin jednoliściennych.